# Crisicum flórajárás
A Tiszántúl zömét magába foglaló Crisicum flórajárás (mint neve is mutatja) az Eupannonicum flóravidék részeként a Tisza és a Keleti-Kárpátok, illetve az Erdélyi-szigethegység között terül el, és ekképpen kelet felé jelentősen túlterjed Magyarország határain. Nem tartozik bele a Nyírség, amit Nyírségense néven önálló flórajárásnak tekintünk.

## Földtani felépítése
Az Alföld medencéjének aljzata középkori és újkori, zömmel üledékes, kisebbrészt vulkáni kőzetek északnyugat–délkeleti csapású pásztáiból áll. ATiszántúlt egy ilyen, környezetéből 1000–2000 méterrel kiemelkedő, ám kristályos kőzetekből álló pászta osztja északi, illetve déli medencerészre.
A medencét a Pannon-tenger, majd később tó üledékei töltötték föl (több száz, illetve több ezer méter vastagon). Az alsó-pannon üledéksor jellegzetességei a gyakorlatilag izolált, zárt víztartó rétegek, a felső-pannon legnagyobb elterjedésű üledéke pedig a finom-középszemű homok és az agyagos homok. Ezek felett homok, kékesszürke agyag, agyagmárga váltakozik, majd lignitcsíkos homok-agyag összlet jelzi a terület elmocsarasodását. Helyenként már a pleisztocénben általánossá váló folyami üledékeket is megtaláljuk.
A Pannon-tó a negyedidőszak elejére teljesen feltöltődött. A pleisztocén elején az Ős-Tisza még a mai Tiszántúl keleti részén folyt, és tőle nyugatra az Ős-Zagyva, a SajóHernád és az Ős-Tapoly–Ondava hordalékkúpja alakult ki. A Tisza csak a jégkorszak vége felé, több kis részmedence besüllyedését követve foglalta el nagyjából mostani helyzetét, lefejezve ezzel korábbi mellékvölgyeit.
A felszín egy részét ártéri üledék, más részét abból áthalmozott homok, további területeit lösz borítja. 

## Éghajlata
Ez az Alföld legtipikusabb, legkontinentálisabb része: a Duna-Tisza közére jellemző szubmediterrán hatás csak a Tisza jobb parti árterének Szolnok és Szeged közötti szakaszán mutatható ki. Az éves csapadék helyenként alig több mint 400 mm, ez a mennyiség épp hogy lehetővé teszi a fás vegetáció kialakulását. 

## Növényzete
Az egész flórajárás az erdős sztyepp övbe tartozik.
Potenciális erdőtársulásai a homoki tölgyesek (Festuco pseudovinae – Quercetum roboris), de ezek már csak kisebb foltokban lelhetők fel. Az erdős sztyepp erdeinek utolsó hírmondói a Kerecsend és Újszentmargita határában növő tatár juharos tölgyesek (Aceri tatarici – Quercetum).
A tatár juharban gazdag ártéri erdők a nagyobb folyók mentén hosszú szakaszokon megmaradtak. A lösz egykori sztyepp növényzetének csak töredékei őrződtek meg, olyan ritkaságokkal, mint:
- erdélyi hérics (Adonis transsylvanica),
- bókoló zsálya (Salvia nutans).

Hatalmas területeket foglalnak el a szolonyec szikesek: a hagyományos vélekedés szerint ezek döntő hányada vizek lecsapolásának eredményeként, másodlagosan jött létre, ezt az elképzelést azonban az ezredforduló kutatásai végképp megcáfolták, bizonyítva a szikesek elsődleges eredetét. Főbb növénytársulásai:
- ecsetpázsitos sziki rétek (Agrostis – Alopecuretum pratensis),
- ecsetkákás sziki rétek (Agrostis – Alopecuretum geniculati),
- szikes puszták (Achilleeto – Festucetum pseudovinae).

A szikes puszták viszonylagos egyhangúságát a sziki tölgyesek (Galatello – Quercetum roboris) állományainak máig fennmaradt töredékei, valamint az egykori vadvízország emlékét őrző, helyenként még kiterjedt mocsarak oldják.

## Tájegységei
Ehhez a flórajáráshoz soroljuk Tisza völgyét Tokajtól Szegedig, tehát nemcsak annak bal-, de jobbparti vegetációját is. További tájegységei:
- Békés-Csanádi-löszhát,
- Jászság,
- Borsod–Hevesi-síkság (Mátraalja és Bükkalja)
- Körös-vidék,
- Nagykunság,
- Hortobágy.

## Jellemző növényei
- Folyómenti fűzligetekben:
  - keserű édesgyökér (Glycyrrhiza echinata).

- Békés-Csanádi-löszhát löszgyepeiben:
  - bókoló zsálya (Salvia nutans) – a délorosz puszták növénye,
  - erdélyi hérics (Adonis transsylvanicus) – endemikus faj,
  - tátorján (Crambe tataria) – erről a területről kihalt.

- tatár juharos tölgyesekben:
  - janka tarsóka (Thlaspi jankae),
  - macskahere (Phlomis tuberosa).

- Hortobágyi szikesek endemikus jellegű növényei:
  - magyar sóballa (Suaeda pannonica)
  - magyar sóvirág (Limonium gmelini ssp. hungaricum)
  - erdélyi útifű (Plantago schwarzenbergiana)
  - sziki őszirózsa (Aster tripolium ssp. pannonicus)

- A szolonyec szikesek tipikus növényei:
  - bajuszpázsit (Crypsis aculeata),
  - hernyópázsit (Beckmannia eruciformis),
  - sziki kányafű (Rorippa kerneri),
  - sziki üröm (Artemisia santonicum),
  - sóvirág (Limonium gmelinii subsp. hungaricum),
  - réti őszirózsa (Aster sedifolius),
  - sziki kocsord (Peucedanum officinale).